# Ао, Такахиро
Такахиро Ао (англ. Takahiro Ao, яп. 粟生隆寛, род. 6 апреля 1984 года, Итихара, Тиба, Япония) — японский боксёр-профессионал, выступающий в лёгкой весовой категории (англ. Lightweight) (до 61,235 кг). Чемпион мира по версии WBC (в полулёгком весе — 2009, во втором полулёгком весе — с 2010 по 2012).

## Профессиональная карьера
Профессиональную карьеру Ао начал в 2003 году в полулёгкой весовой категории.
В сентябре 2005 года нокаутировал в первом раунде непобеждённого соотечественника Я-Чунг Мула (6-0), затем победил опытного боксёра из Венесуэлы Ричардо Каррилло (24-4).
3 марта 2007 года победил соотечественника Кои Уметсу и завоевал титул чемпиона Японии в полулёгком весе.
В апреле 2008 года в элиминаторе WBA свёл вничью поединок с непобеждённым соотечественником Хироуки Жноки (27-0-1). После этого боя Такахиро вышел на бой за звание чемпиона мира по версии WBC в полусреднем весе мексиканцем Оскаром Лариосом (62-6-1). Спорным решением победу присудили мексиканцу. Был назначен матч-реванш. В повторном бою Такахиро уверенно победил Лариоса по очкам и стал новым чемпионом мира по версии WBC в полусреднем весе.
В первой защите титула, в июле 2009 года, проиграл титул по очкам доминиканцу Элио Рохасу (20-1).
В 2010 году Ао поднялся на одну весовую категорию выше и в ноябре 2010 года победил по очкам олимпийского призёра немца Виталия Тайберта и стал новым чемпионом мира по версии WBC во втором полулёгком весе.
В 2011 году защитил титул нокаутом против мексиканца, Умберто Марио Гуттерса (28-2-1) и по очкам раздельным решением защитил против непобеждённого итальянца Дэвида Бошихиро (29-0-1).
В апреле 2012 года в третьей защите титула победил по очкам тайца Тердсака Кокиеджима (46-3-1).
В октябре 2012 года Такахиро Ао в четвёртой защите чемпионского титула проиграл пояс мексиканцу Гамалиэлю Диасу.
1 мая 2015 года Такахиро Ао в бою за вакантный титул чемпиона мира по версии WBC в лёгком весе проиграл мексиканцу Раймундо Бельтрану. Титул был объявлен вакантным из-за того что Белтран не вложился в вес. Результат боя техническое поражение Ао был аннулирован из-за положительной пробы Белтрана на допинг.
1 марта 2018 года Такахиро Ао почти после трёхлетнего перерыва вернулся в бокс. В восьмираундовом бою-реванше Ао победил единогласным решением мексиканца Гамалиэля Диаса.